# Тупицыно (Сокольский район)
Тупицыно — деревня в Сокольском районе Вологодской области на реке Бохтюга.
Входит в состав Архангельского сельского поселения, с точки зрения административно-территориального деления — в Архангельский сельсовет.
Расстояние по автодороге до районного центра Сокола — 16 км, до центра муниципального образования Архангельского — 1 км. Ближайшие населённые пункты — Корякино, Архангельское, Погорелка, Фокино.
По переписи 2002 года население — 11 человек.